# ケルムトとエルムト

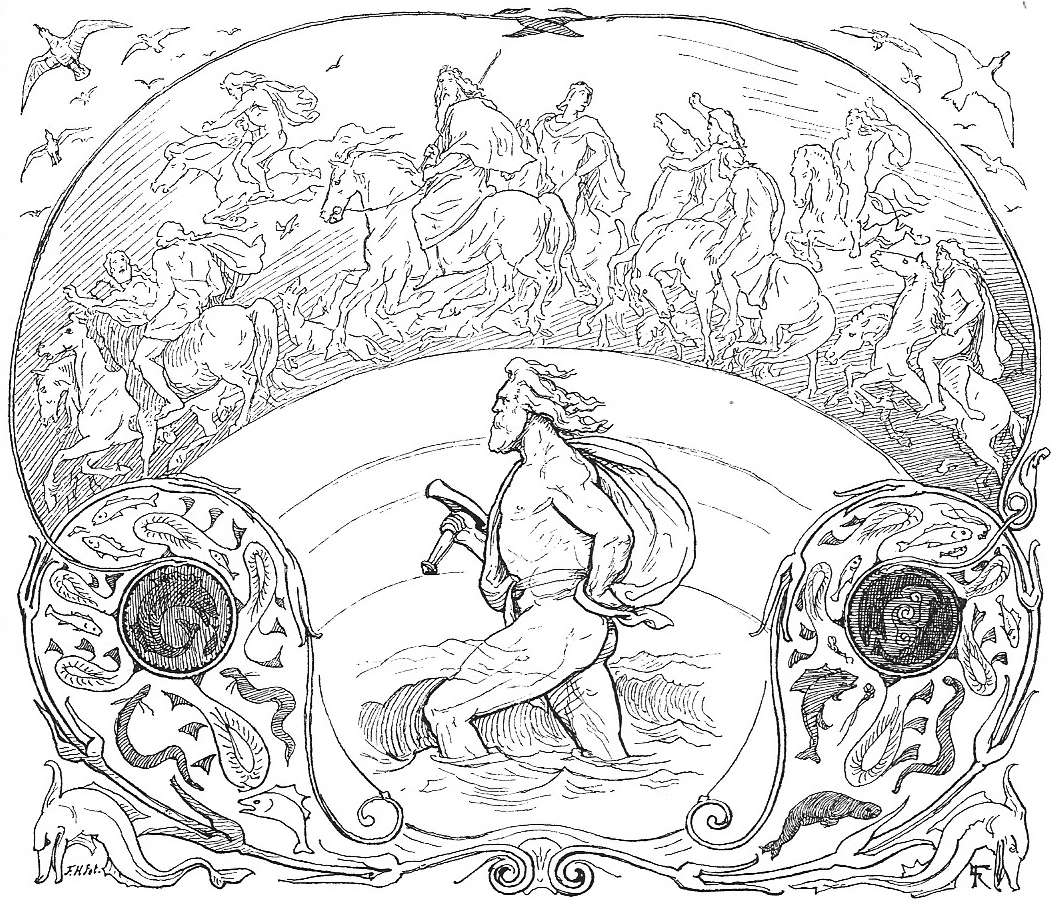
神々がビフレストを渡るいっぽう、ケルムトとエルムトの川を徒渉するトール。ローランス・フレーリクによる。

ケルムト（古ノルド語: Körmt）とエルムト（古ノルド語: Örmt）は、北欧神話に登場する川の名前である。名前の意味は、前者は「守り」、後者は「支流（枝）に分かれるもの」と考えられている。

## 解説
この川は、アース神族で雷神のトールが、ユグドラシルのそばの「裁きの場」に行くときに毎日渡っている。その際にはアース神の橋（ビフレスト）が炎を上げること、川の水が煮えることが語られている。
同節には「ケルラウグの2本の川」も語られている。この「Kerlaug」の意味は「行水」と推定されている。
この出典は、『古エッダ』の『グリームニルの言葉』第29節である。それはまた『スノッリのエッダ』第一部『ギュルヴィたぶらかし』第15章に引用されている。